# 东平州
东平州是中国明清时设置的州。明朝时其范围在今东平县、阳谷县、台前县、梁山县、东阿县、汶上县一带。

## 历史沿革
明朝洪武七年（1374年）十一月，东平府降为州，同年撤须城县并入东平州，属济宁府。洪武十八年（1385年），东平州改属兖州府。
清朝前期，东平州仍属兖州府。雍正八年（1730年），升东平州为东平直隶州。雍正十三年（1735年），撤直隶州为散州，沿治东平州城。
辛亥革命后，全国废府州厅改县，于1913年改东平州为东平县，治所沿袭，属济西道（驻聊城）。

## 行政区划

### 明朝
明朝时，东平州领辖汶上县、东阿县、平阴县、阳谷县、寿张县五县。

### 清朝
公元1730年，领辖东阿、平阴、阳谷、寿张四县。
公元1825年时，东平州治州城，实行保甲制度，其下辖的保有:
智明保、智远保、智来保、智礼保、西友智保、东友智保、北辨智保、南辨智保、智恭保、东启智保、西启智保、北仁寿保、南仁寿保、仁德保、仁化保、仁风孝保、安里仁保、慈仁保、深仁和保、瑞仁保、福仁保、兴仁保、义古保、义方保、义恭保、义兴保、义和保、义德保、义路正保、南城礼保、北城礼保、约礼保、崇礼保、礼学保、礼尚保、爱礼保、向礼保。